# Michael Sucsy
Michael Sucsy est un réalisateur, scénariste et producteur américain né le 14 février 1973.

## Filmographie

### Réalisateur
- 2009 : Grey Gardens, téléfilm (également scénariste et producteur délégué)
- 2012 : Scruples avec, entre autres, Claire Forlani, Chad Michael Murray, Gary Cole et Mimi Rogers

Pilote non retenu basé sur la série Scruples de 1980
- 2012 : Je te promets
- En production : Don't Make Me Go
- 2018 : Every Day

### Autres postes
- 1997 : Un Indien à New York, secrétaire de production
- 1998 : Deep Impact, assistant de production
- 1998 : Couvre-feu, assistant de production

## Récompenses
- Primetime Emmy Awards 2009
  - Meilleur téléfilm
  - Nommé dans la catégorie Meilleure réalisation pour une mini-série ou un téléfilm
  - Nommé dans la catégorie Meilleur scénario pour une mini-série ou un téléfilm
- Directors Guild of America Awards 2010
  - Nommé dans la catégorie Meilleure réalisation pour une mini-série ou un téléfilm
- Producers Guild of America Awards 2010
  - Meilleur producteur pour un long-métrage télévisé
- Writers Guild of America Awards 2010 (télévision)
  - Nommé dans la catégorie Meilleur scénario pour un long-métrage original